# メジャーリーグ・イーティング
メジャーリーグ・イーティング（Major League Eating）は、アメリカ合衆国で開催されている早食い・大食いのスポーツ興行のシリーズ。略称はMLE。

## 概要
元々アメリカで『ネイサンズ国際ホットドッグ早食い選手権』等を主催している国際大食い競技連盟（IFOCE）が、早食い・大食いのプロスポーツ化を実現すべく運営しているシリーズ。シリーズは2010年現在年間大小合わせて50以上のイベントで構成されており、その模様はネイサンズ国際ホットドッグ早食い選手権のみESPNで放送される。
2010年にはシリーズ全体の賞金総額が60万ドルを突破するなど、シリーズ規模は年々拡大していたが、IFOCE以外が主催する早食い・大食い大会に所属選手が出場することを禁ずるなど、近年所属選手に対する契約等の締め付けを厳しくしており、同年にはこれに反発した小林尊がシリーズから離脱するなどの動きも出ている。これにより、シリーズ規模が年々大幅に縮小し始めており、賞金総額は2年間で30％減少の17万ドル、主催しているネイサンズ国際ホットドッグ早食い選手権でも、同大会を放送するESPNの視聴者数が年々減少し、2011年の194万9千人から2013年には115万人へと、41%の減少が報告された。
2008年には下部組織として「Major League Eating Asia（MLE Asia）」を設立しアジア圏への進出を試みたが、以後MLE Asiaとして大会は行われておらず、事実上アジア進出は失敗に終わった。
同シリーズでは選手のランキングを行っているが、実際のところ客観的な算出方法をとっているわけではなく、ランキングの集計方法も公開されていない。選手に圧力をかけたり、マスメディア向けの宣伝として利用しているだけという批判を受けている。
2008年には本シリーズを題材としたゲーム『Major League Eating: The Game』がWiiウェアとしてリリースされている。